# Saor Éire (1967–1975)
Saor Éire (irl. Wolna Irlandia) – niewielka irlandzka zbrojna organizacja republikańska.

## Historia
Saor Éire  założona została w 1967 roku. Nazwa organizacji została zapożyczona od partii republikańskiej działającej w Irlandii w latach 30. Członkowie grupy zamieszani byli w akty przemocy politycznej, w tym w zabójstwa i rozboje.
W czerwcu 1975 roku lider grupy, Larry White został zamordowany przez aktywistów konkurencyjnej Oficjalnej Irlandzkiej Armii Republikańskiej. Po tym zabójstwie formacja rozpadła się, a większość jej członków dołączyła do innych organizacji republikańskich.
Grupa liczyła nie więcej niż kilkudziesięciu członków.

## Ideologia
Była lewicową organizacją republikańską, nacjonalistyczną i trockistowską, której celem było zjednoczenie Irlandii w republikę socjalistyczną.